# ويلي ميلر
ويلي ميلر (بالإنجليزية: Willie Miller)‏ (مواليد 2 مايو 1955) هو لاعب كرة قدم. يلعب مع منتخب اسكتلندا لكرة القدم. سبق له أن لعب في كأس العالم لكرة القدم مع منتخب بلاده.

## مسيرته الكروية
لعب ويلي ميلر خلال مسيرته الاحترافية مع نادِ واحدٍ في ثمانية عشر موسمًا وسجل خلالها 21 هدفًا ضمن 561 مباراة. حيث فاز في خمسة مواسم بالكأس وفي ثلاثة مواسم بالدوري.
خاض ويلي ميلر مسيرته مع نادي أبردين في موسم 1972–73 ليلعب معه ثمانية عشر موسمًا، مشاركًا في 561 مباراة سجل خلالها 21 هدفًا.

## روابط خارجية
- ويلي ميلر على موقع الاتحاد الإسكتلندي (الإنجليزية)
- ويلي ميلر على موقع قاعدة بيانات كرة القدم.إي يو (الإنجليزية)
- ويلي ميلر على موقع ناشيونال فوتبول تيمز (الإنجليزية)
- ويلي ميلر على موقع عالم كرة القدم.نت (الإنجليزية)